# Venere (film)
Venere è un film del 1932 diretto da Nicola Fausto Neroni.